# Jean-Marie Trappeniers
Pour les articles homonymes, voir Trappeniers.
Jean-Marie Trappeniers ou Jean Trappeniers, né le 13 janvier 1942 à Vilvorde en Belgique et mort le 2 novembre 2016, est un footballeur international belge qui joue au poste de gardien de but.
Il commence sa carrière au RSC Anderlecht avec lequel il est six fois champion de Belgique dans les années 1960, il joue  ensuite à l'Union Saint-Gilloise et au Royal Antwerp FC.
Il a aussi été sélectionné à onze reprises en équipe de Belgique et été retenu pour la Coupe du monde en 1970.

## Palmarès
- International de 1964 à 1970 (11 sélections)
- Champion de Belgique en 1962, 1964, 1965, 1966, 1967 et 1968 avec le RSC Anderlecht